# Farkas Ágnes
Farkas Ágnes (1973. április 21. –) magyar olimpiai és világbajnoki ezüstérmes, Európa-bajnok kézilabdázó.

## Pályafutása
Az Építők SC nevelése. Itt mutatkozott be a magyar bajnokságban. 1990-ben részt vett a KNDK-beli Ifjúsági Barátság Versenyen. 1991-ben második volt a magyar bajnokságban, csapatával BEK-elődöntőbe jutott. 1992 nyarán a Spartacushoz, majd 1993-ban az FTC-be igazolt. 1993-ban tagja volt a világbajnoki hetedik helyezett válogatottnak. 1994-ben az FTC-vel a KEK-döntőben szerepelt. Az Európa-bajnokságon negyedik volt. A torna gólkirálya lett 48 góllal. 1995-ben szerepelt a világválogatottban, a világbajnokságon ezüstérmet szerzett az osztrák-magyar rendezésű vb-n.
1996 februárjában a Viborg elleni dániai BL csoportmérkőzésen súlyos bokasérülést (nyílt bokaficam, külső bokaszalag-szakadás és ízületi sérülés) szenvedett, melyet műteni kellett. Emiatt kihagyta az atlantai olimpiát. Felépülése után a német Dortmundhoz igazolt, ahol német kupagyőztes volt. Egy év múlva a horvát Koprivnica játékosa lett és kétszer nyert bajnokságot. 1997-ben kilencedik volt a válogatottal a vb-n. A következő évben bronzérmet szerzett az Európa-bajnokságon. 1999-ben visszatért Magyarországra és a Dunaferr NK játékosa lett. Ebben az évben ötödik volt a világbajnokságon. 2000-ben újra a Ferencvároshoz igazolt. Az olimpián második, az Európa-bajnokságon első helyen zárt.
2001-ben az FTC-vel BL-döntőbe jutott és az év magyar játékosának választották. A világbajnokságon hetedik volt. 2002-ben ötödik és gólkirály volt az Eb-n. A Ferencvárossal a BL döntőjéig jutott. Az év végén ismét a legjobb magyar kézilabdázónak választották. A World Handball szaklap év játékosa szavazásán második lett. 2003 nyarán az FTC-vel közös megegyezéssel felbontották a szerződését és a dániai Aalborgba igazolt. A világbajnokságon második helyezett lett. A 2004-es olimpián ötödik volt. Az Európa-bajnoki szereplést a nem megfelelő felkészülése miatt lemondta. 2005 tavaszán bár volt szerződés ajánlata, bejelentette, hogy befejezi sportpályafutását.
2015 áprilisában pályázott a Magyar Kézilabda Szövetség elnöki posztjára, de nem választották meg.

## Sikerei díjai
- Az FTC örökös tagja (1994)
- A Magyar Köztársasági Érdemrend lovagkeresztje (2000)
- Az év magyar kézilabdázója (2001, 2002)